# Categorías de estilo en el Registro Nacional de Lugares Históricos
En los Estados Unidos, el Registro Nacional de Lugares Históricos clasifica los diferentes tipos de arquitectura en una lista (National Register of Historic Places architectural style categories).  Las propiedades enlistadas se dan generalmente con una o más clasificaciones estándar de estilos arquitectónicos que aparecen en la base de datos del Sistema de Registro Nacional de Información (NRIS). En cuanto a otras propiedades, se les dan calificativos como «arquitectura popular» ya que no tienen clasificación definida. Muchas de las propiedades que se encuentran en la lista nacional no entran dentro de las categorías aquí escritas y por ello, entran en subcategorías especializadas.

## Lista completa de estilos arquitectónicos
La lista completa de 40 estilos arquitectónicos en el in the Sistema de Registro Nacional de Información-NRIS se detalla a continuación:
| Obs | ARSTYLCD | ARSTYL                                              | Equivalente en español                                                         |
| 1   | 01       | NO STYLE LISTED                                     | Sin estilo definido                                                            |
| 2   | 10       | COLONIAL                                            | Arquitectura colonial                                                          |
| 3   | 11       | GEORGIAN                                            | Arquitectura georgiana                                                         |
| 4   | 20       | EARLY REPUBLIC                                      | República temprana                                                             |
| 5   | 21       | FEDERAL                                             | Estilo federal                                                                 |
| 6   | 30       | MID 19TH CENTURY REVIVAL                            | Revival de mitad del siglo XIX                                                 |
| 7   | 31       | GREEK REVIVAL                                       | Arquitectura neogriega                                                         |
| 8   | 32       | GOTHIC REVIVAL                                      | Arquitectura neogótica                                                         |
| 9   | 33       | ITALIAN VILLA                                       | Villa italiana                                                                 |
| 10  | 34       | EXOTIC REVIVAL                                      | Revival de lo exótico                                                          |
| 11  | 40       | LATE VICTORIAN                                      | Arquitectura Victoriana tardía                                                 |
| 12  | 41       | GOTHIC                                              | Arquitectura gótica                                                            |
| 13  | 42       | ITALIANATE                                          | Arquitectura italianizante                                                     |
| 14  | 43       | SECOND EMPIRE                                       | Estilo Segundo Imperio                                                         |
| 15  | 44       | STICK/EASTLAKE                                      | arquitectura EASTLAKE                                                          |
| 16  | 45       | QUEEN ANNE                                          | Arquitectura Reina Ana                                                         |
| 17  | 46       | SHINGLE STYLE                                       | Estilo shingle                                                                 |
| 18  | 47       | ROMANESQUE                                          | Neorrománico                                                                   |
| 19  | 48       | RENAISSANCE                                         | Arquitectura renacentista                                                      |
| 20  | 49       | OCTAGON MODE                                        | MODO OCTÁGONO                                                                  |
| 21  | 50       | LATE 19TH AND 20TH CENTURY REVIVALS                 | Revival finales del siglo XIX y XX                                             |
| 22  | 51       | COLONIAL REVIVAL                                    | Arquitectura neocolonial                                                       |
| 23  | 52       | CLASSICAL REVIVAL                                   | Arquitectura neoclásica                                                        |
| 24  | 53       | TUDOR REVIVAL                                       | Arquitectura Neo-tudor                                                         |
| 25  | 54       | LATE GOTHIC REVIVAL                                 | Arquitectura neogótica tardía                                                  |
| 26  | 55       | MISSION / SPANISH REVIVAL                           | Estilo Misión / Arquitectura neocolonial española                              |
| 27  | 56       | BEAUX ARTS                                          | Arquitectura Beaux Arts                                                        |
| 28  | 57       | PUEBLO                                              | Arquitectura Pueblo                                                            |
| 29  | 60       | LATE 19TH AND EARLY 20TH CENTURY AMERICAN MOVEMENTS | Movimientos estadounidenses de finales del siglo XIX y principios del siglo XX |
| 30  | 61       | PRAIRIE SCHOOL                                      | Prairie School                                                                 |
| 31  | 62       | EARLY COMMERCIAL                                    | Arquitectura comercial temprana                                                |
| 32  | 63       | CHICAGO                                             | Escuela Chicago                                                                |
| 33  | 64       | SKYSCRAPER                                          | Rascacielos                                                                    |
| 34  | 65       | BUNGALOW / CRAFTSMAN                                | Bungalow / Artesanía                                                           |
| 35  | 70       | MODERN MOVEMENT                                     | Movimiento Moderno                                                             |
| 36  | 71       | MODERNE                                             | Arquitectura moderna                                                           |
| 37  | 72       | INTERNATIONAL STYLE                                 | Estilo Internacional                                                           |
| 38  | 73       | ART DECO                                            | Art deco                                                                       |
| 39  | 80       | OTHER                                               | OTROS                                                                          |
| 40  | 90       | MIXED (MORE THAN 2 STYLES FROM DIFFERENT PERIODS)   | MEZCLADO (más de 2 estilos de diferentes periodos)                             |

## Estilos seleccionados de NRIS
Algunos estilos seleccionados con ejemplos son:

### Arquitectura federal
Como ejemplos están: Viejo ayuntamiento en Massachusetts.

#### Neogriego

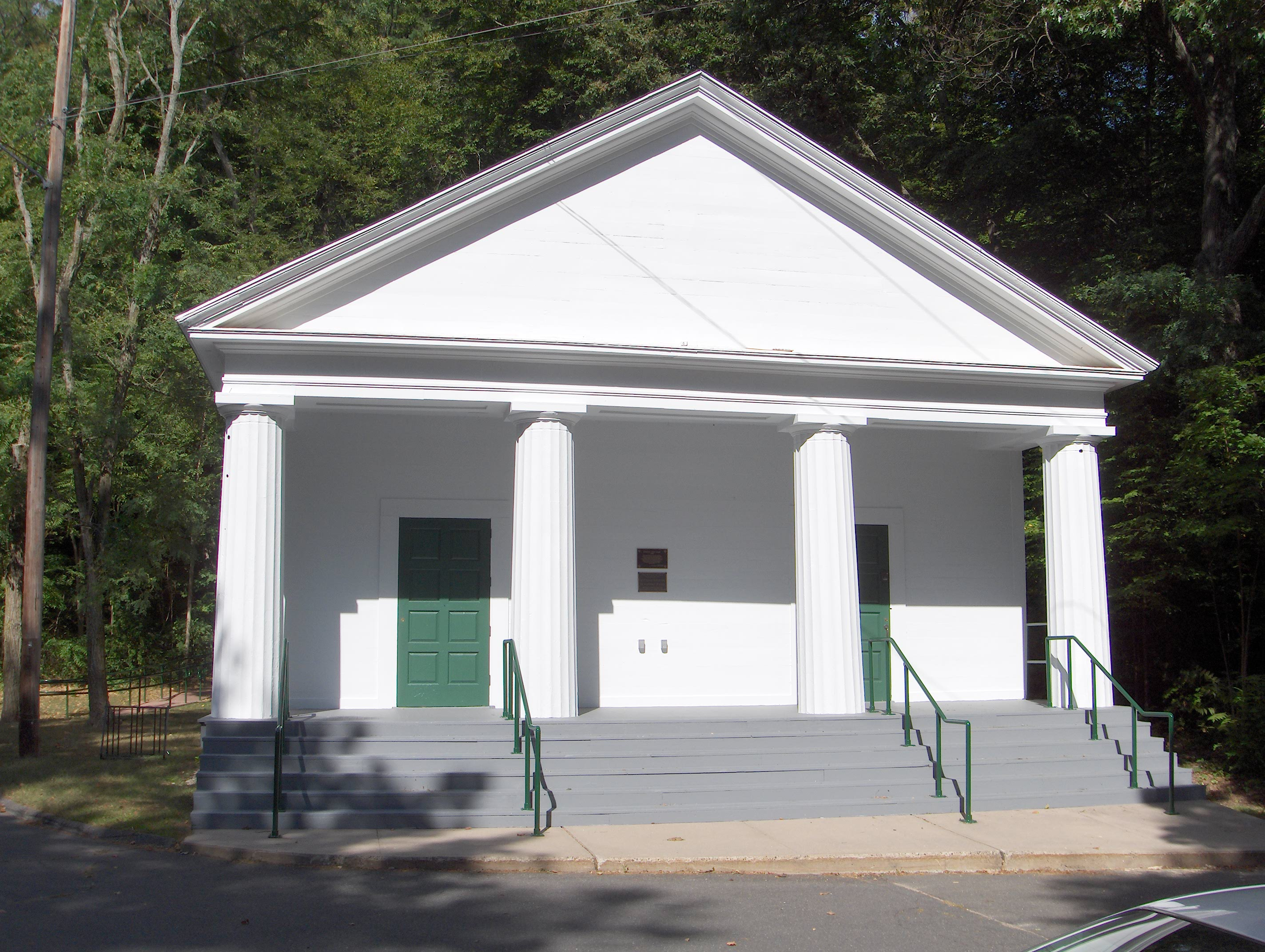
Gable-front, Greek Revival Casa en Simsbury construida en 1839 en Simsbury, Connecticut

La arquitectura neogriega es un movimiento de finales del siglo XVIII y principios del siglo XIX en Europa.  Emergió en los Estados Unidos después de la Guerra de 1812 dándosele interés gracias a la Guerra Revolucionaria Griega  Fue probablemente el primer movimiento de moda en los Estados Unidos que mostraba rechazo hacia tradiciones Inglesas previas, como el Estilo Adam Este regreso Griego se popularizó gracias a los libros de Minard Lafever: The Young Builders' General Instructor en 1829, Modern Builders' Guide in 1833, The Beauties of Modern Architecture en 1835, y  The Architectural Instructor en 1850.

### Estilo Victoriano tardío
La Arquitectura Victoriana está ampliamente distribuida en la lista del registro de cada estado.

#### Reina Ana
El estilo de arquitectura Reina Ana es un periodo de la Arquitectura Victoriana y está igualmente representado en las listas del registro.

### Regreso de la arquitectura delsigloXIXyXX

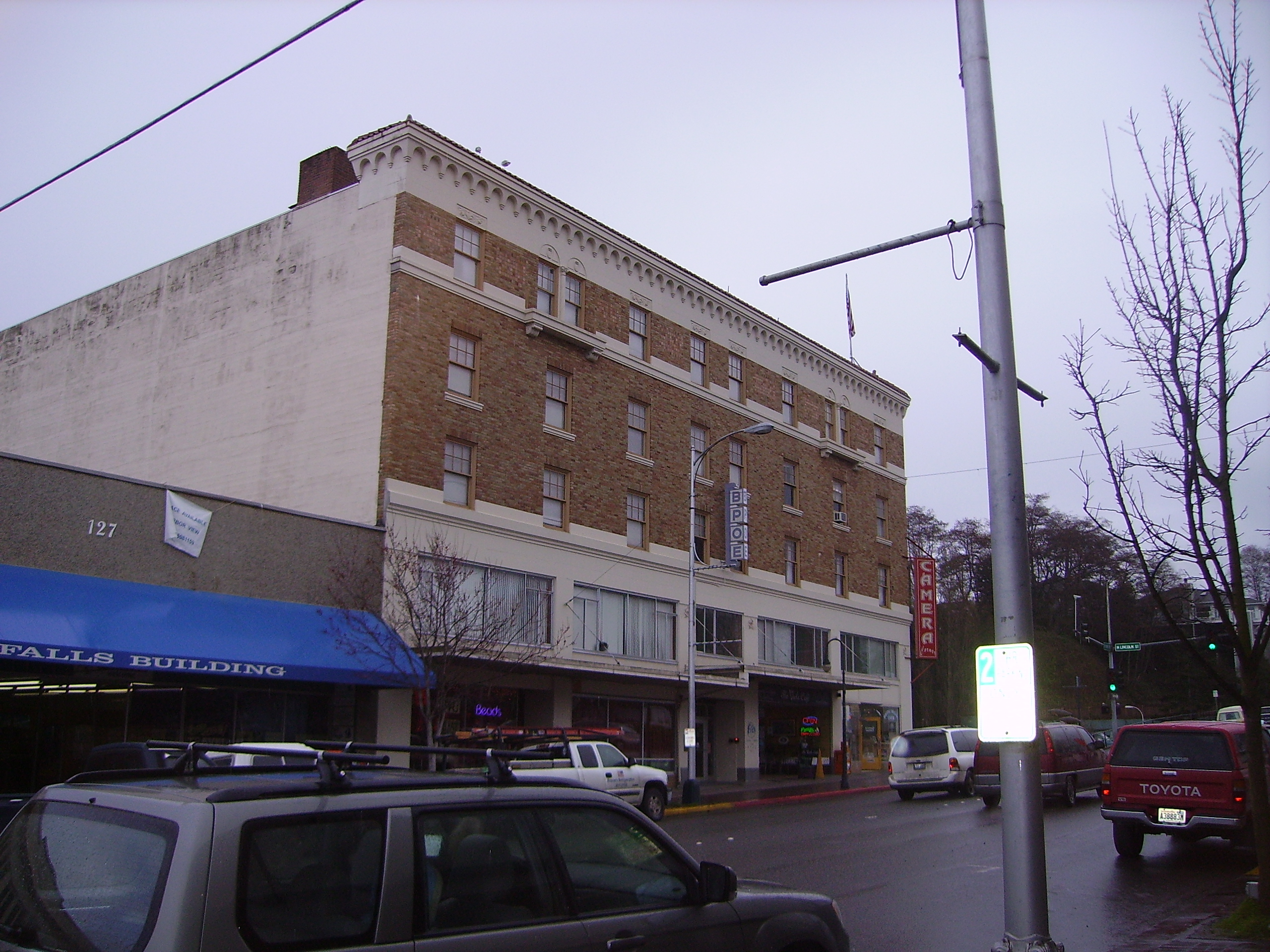
Naval Lodge Elks Building, Regreso de la arquitectura del y

Es un grupo de estilos arquitectónicos decidido por los Estados Unidos en el Registro nacional de Lugares Históricos en cientos de listas. Consta de diferentes mezclas y diversos edificios unificándolos para una clasificación más simple.

### Regreso Español
El regreso español consiste en dos estilos distintivos de diferentes eras: La Misión de regreso y la Arquitectura Colonial Española. Estos términos se usan como uno solo para unificar en el Registro Nacional de Lugares Históricos.

### Regreso Exótico
La arquitectura del regreso Exótico es otro estilo que lede reflejar la mezcla del regreso de la arquitectura árabe, así como la egipcia y unas cuantas influencias más.Algunos de los lugares identificados son: Auditorio El Zaribah, Cementerio Odd Fellows Rest, Templo Masónico Fort Smith, and Santuario Argelia.
Ejemplos en California son el Teatro Egipto de Grauman en Hollywood, y el Museo Egipcio en San José.

#### Regreso Maya
Este estilo generalmente consta de la Arquitectura Maya y otros estilos representativos de la cultura Mesoamericana, particularmente la Arquitectura Azteca.
Ejemplos son el Teatro Maya en el Centro de los Ángeles, la Casa Hollyhock hecha por Frank Lloyd Wright en el este de Hollywood, y el Hotel Azteca en la Ruta 66, en California.

### Inglesa Postmedieval
La arquitectura Inglesa Postmedieval es un término utilizado para numerosas listas, incluyendo la Cada de William Ward Jr. en Connecticut.

### Movimientos Americanos de finales delsigloXIXy principios delsigloXX
"Movimientos americanos" es una frase utilizada también en artes visuales de Estados Unidos   para referirse a movimientos como el Pop Art, o el arte de Edward Hopper y Norman Rockwell.

### Bungalow/Artesano
Bungalow/Artesano es un término leu aparece comúnmente en las listas de registro nacional, que se refiere a las Artesanías Americanas y la construcción de tipo Bungalow. El estilo Artesano depende de lo que se está decorando; ya sea arte, mobiliario u otros objetos que no se refieren específicamente a arquitectura. Aunque miles de Bungalows de California al estilo artesano han sido construidos a nivel mundial. En la lista nacional, a estos dos se les considera en un solo apartado.